# Альфонс ван Брандт
Альфонс ван Брандт (нід. Alfons Van Brandt, 24 червня 1927, Нейлен — 24 серпня 2011) — бельгійський футболіст, що грав на позиції захисника за клуб «Льєрс» і національну збірну Бельгії.

## Клубна кар'єра
У дорослому футболі дебютував 1945 року виступами за команду клубу «Льєрс», кольори якої і захищав протягом усієї своєї кар'єри гравця, що тривала цілих п'ятнадцять років. Більшість часу, проведеного у складі «Льєрса», був основним гравцем захисту команди.
Помер 24 серпня 2011 року на 85-му році життя.

## Виступи за збірну
1950 року дебютував в офіційних матчах у складі національної збірної Бельгії. Протягом кар'єри у національній команді, яка тривала 8 років, провів у формі головної команди країни 38 матчів.
У складі збірної був учасником чемпіонату світу 1954 року у Швейцарії.